# Phyllis Konstam
Phyllis Konstam (Londra, 14 aprile 1907 – Somerset, 20 agosto 1976) è stata un'attrice inglese.

## Biografia
È apparsa in 11 film tra il 1928 e il 1964, tra cui quattro diretti da Alfred Hitchcock.
Nel 1931 sposò la stella del tennis Bunny Austin, che incontrò mentre viaggiava su una nave da crociera diretta per gli Stati Uniti, e dal quale ebbe due figli. Austin giocò a tennis con Charlie Chaplin, fu amico di Daphne du Maurier e incontrò sia la regina Mary che il presidente Franklin D. Roosevelt.
Negli anni successivi, entrò a far parte con suo marito del Oxford Group, che realizza film e produzioni teatrali in tutto il mondo. È morta il 20 agosto 1976.

## Filmografia parziale
- Tabarin di lusso (Champagne), regia di Alfred Hitchcock (1928)
- Ricatto (Blackmail), regia di Alfred Hitchcock (1929)
- Omicidio! (Murder!), regia di Alfred Hitchcock (1930)
- Escape!, regia di Basil Dean (1930)
- Compromising Daphne, regia di Thomas Bentley (1930)
- Fiamma d'amore (The Skin Game), regia di Alfred Hitchcock (1931)
- Tilly of Bloomsbury, regia di Jack Raymond (1931)
- A Gentleman of Paris, regia di Sinclair Hill (1931)
- La grande esperienza (The Crowning Experience), regia di Marion Clayton Anderson (1960)
- Voice of the Hurricane, regia di George Fraser (1964)